# Заступник головного констебля

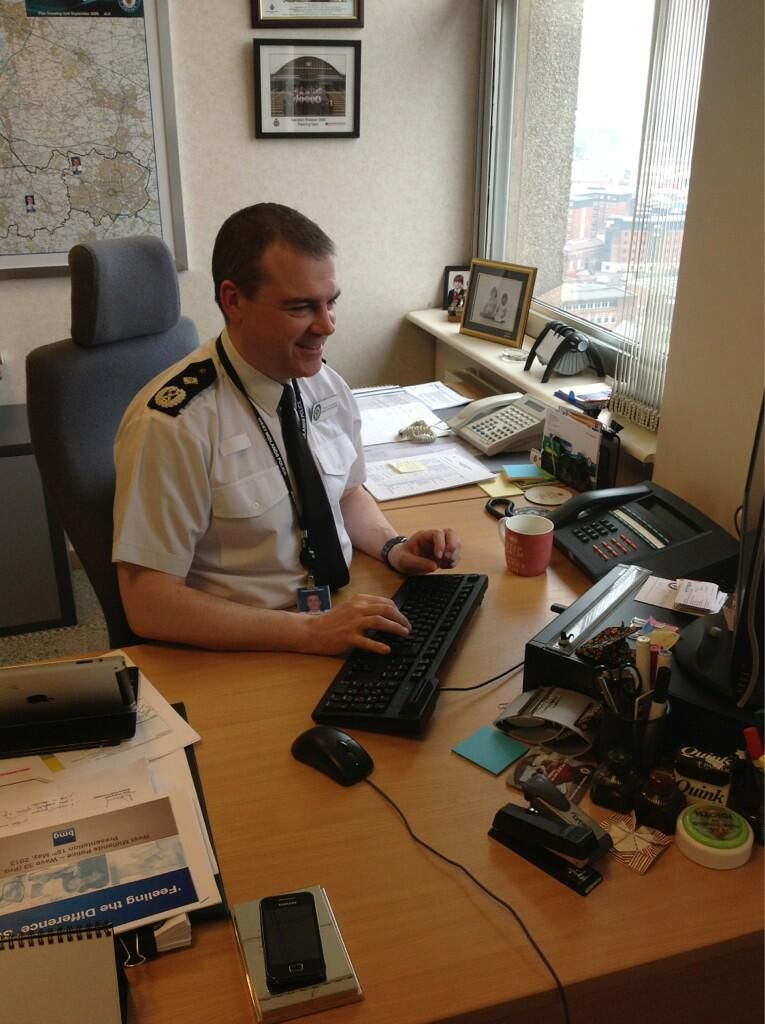
Заступник головного констебля графства Західний Мідленд, в однострої з відповідними знаками розрізнення

Заступник головного констебля (англ. Deputy chief constable, DCC) — це ранг, який є другим найвищим званням серед усіх територіальних поліцейських формувань Великої Британії (крім Столичної поліції Лондона, в якій еквівалентним є ранг заступника помічника комісара, та Поліція Лондонського Сіті, в якому еквівалентне звання є помічник комісара, носії обох цих рангів носять ті ж знаки, що і заступник головного констебля). В Британській транспортній поліції, поліції Міністерства оборони, цивільному ядерному констебльстві, констебльстві Острову Мен також присутній ранг заступника констебля.
Деякі поліцейські управління Канади, які очолювані головним констеблем, також мають у своїй ієрархії ранг заступника головного констебля.

## Історія використання в Великій Британії та Північній Ірландії
Звання було започатковано 1 квітня 1995 року. Більшість відомств продовжували призначати одного з помічників як «призначеного заступника» головного констебля. 1 січня 2002 року Міністерство внутрішніх справ офіційно ввело звання відповідно до Закону про кримінальне правосуддя та поліцію 2001 року.
До 2006 року кожне поліцейське відомство могло мати лише одного заступника головного констебля. Однак додатком 2 Закону про поліцію та правосуддя 2006 року було внесено зміни до Закону про поліцію 1996 року, щоб дозволити використовувати більше одного заступника головного констебля в межах кожного відомства. Єдиним відомством, яке скористалося цим, є поліція Шотландія (створена в 2013 році), в якій присутні чотири заступники головного констебля.
Заступник головного констебля вище за рангом від помічника головного констебля (АСС). Повноваження заступника головного констебля різниться в різних територіальних відомствах.
Головному констеблю допомагають заступник головного констебля (DCC) та один або більше помічників головного констебля (ACC). Головний констебль, його заступник та помічники, спільно відомі як «начальники» підрозділу.

### Знаки розрізнення

Знаки розрізнення заступника головного констебля

Знаками розрізнення заступника головного констеблю, є схрещені жезли у лавровому вінку, велика чотирипроменева зірка Лазні. Ці знаки розрізнення схожі на знаки розрізнення британського військового генерал-майора. Подібні знаки розрізнення використовує помічник комісара в Поліція Лондонського Сіті (знаки розрізнення золотисті), а також заступник помічника комісара в Столичній поліції.
Знаки розрізнення поліції Північної Ірландії (з 2001 року), мають деякі відмінності у вигляді, на погонах де присутня корона Едуарда, її замінено шестипроменеву ірландську поліцейську зірку. Знаки розрізнення помічника головного констебля ідентичні до відповідних в інших підрозділах Великої Британії.

## Канада
У Канаді окрім федеральної канадської королівської кінної поліції існують також місцеві провінційні підрозділи поліції. Ці підрозділи можуть очолюватися комісаром (поліція провінції Онтаріо), головним констеблем, головним шерифом (поліція провінції Альберта) чи директором (поліція провінції Квебек).
Провінційні поліцейські підрозділи (констебльства) які очолювані головними констеблями, мають серед поліцейських рангів, звання заступника головного констебля. Таке звання присутнє в королівському констебльстві провінції Ньюфаундленд і Лабрадор, департаменті поліції міста Вікторія, департаменті поліції міста Ванкувер.
У провінції Альберта, провінційною поліцією є Відділення шерифів, яке очолюється головним шерифом, на один ранг нижче від якого знаходиться ранг заступника головного. Відповідно нижчі чини поліції мають назву не констеблів, а шерифів. Така ж ієрархія присутня в провінції Британська Колумбія.

### Знаки розрізнення заступника головного констебля в поліції провінцій
За знаки розрізнення заступники головного констебля департаментів поліції Вікторії, Ванкувера мають на погонах по дві зірки, вище яких розташована корона. Ці знаки розрізнення подібні до знаків розрізнення канадського армійського полковника (за винятком розташування зірок на погоні).
За знаки розрізнення заступники головного констебля королівського констебльства Ньюфаундленд мають погони аналогічні головному констеблю у Великій Британії.

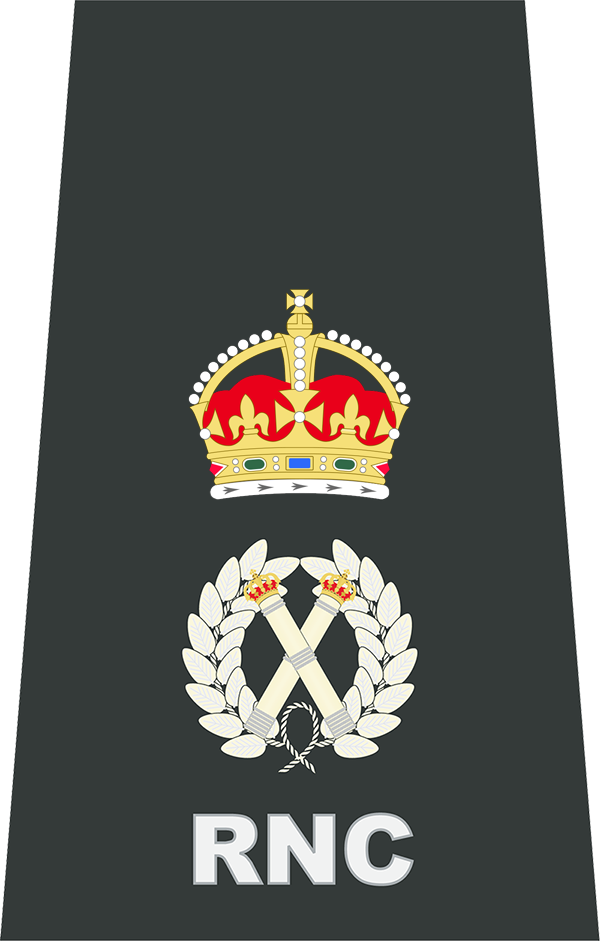
Поліція провінції Ньюфаундленд і Лабрадор
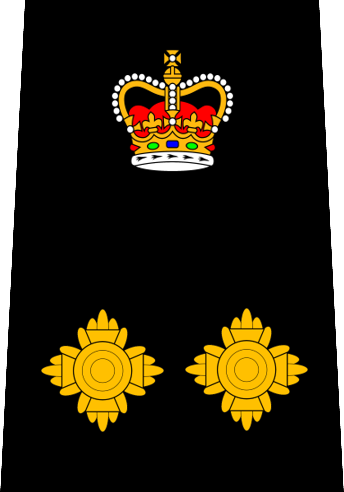
департаменти поліції Вікторії, Ванкувера